# سیارک ۵۰۲۳
سیارک ۵۰۲۳ (به انگلیسی: 5023 Agapenor، نامگذاری:1985TG3) پنج هزار و بیست و سومین سیارک کشف شده‌است که در ۱۱ اکتبر ۱۹۸۵ کشف شد.
قدر مطلق سیارک برابر ۱۰٫۰۰ است.